# William Standish Knowles
William Standish Knowles (1. června 1917 Taunton ve státě Massachusetts – 13. června 2012 Chesterfield ve státě Missouri) byl americký chemik. Absolvoval bakalářské studium na Harvardu a návazné studium na Kolumbijské univerzitě. Pracoval v laboratořích firmy Monsanto. kde v roce 1968 objevil způsob, jak pomocí chirálních katalyzátorů získat sloučeninu, u které převažují molekuly jednoho typu chirality. V roce 2001 spolu s Rjódžim Nojorim získal Nobelovu cenu za chemii za práci na chirálně katalyzovaných hydrogenačních reakcích. Kromě nich byl ve stejném roce za jiné objevy oceněn ještě Karl Barry Sharpless.